# NGC 4931
NGC 4931 je lećasta galaktika u zviježđu Berenikinoj kosi. Dio je skupa Berenikina kosa.

## Vanjske poveznice
- (engl.) SEDS: NGC 4931
- (engl.) Revidirani Novi opći katalog
- (engl.) Izvangalaktička baza podataka NASA-e i IPAC-a
- (engl.) Astronomska baza podataka SIMBAD
- (engl.) VizieR